# Whitewood
Whitewood és una població dels Estats Units a l'estat de Dakota del Sud. Segons el cens del 2000 tenia 844 habitants.

## Demografia
Segons el cens del 2000, Whitewood tenia 844 habitants, 330 habitatges, i 224 famílies. La densitat de població era de 501,3 habitants per km².
Dels 330 habitatges en un 35,8% hi vivien nens de menys de 18 anys, en un 53,9% hi vivien parelles casades, en un 10,6% dones solteres, i en un 32,1% no eren unitats familiars. En el 26,1% dels habitatges hi vivien persones soles l'11,5% de les quals corresponia a persones de 65 anys o més que vivien soles. El nombre mitjà de persones vivint en cada habitatge era de 2,52 i el nombre mitjà de persones que vivien en cada família era de 3.
Per edats la població es repartia de la següent manera: un 27,4% tenia menys de 18 anys, un 8,6% entre 18 i 24, un 29,7% entre 25 i 44, un 19,7% de 45 a 60 i un 14,6% 65 anys o més.
L'edat mediana era de 36 anys. Per cada 100 dones de 18 o més anys hi havia 92,8 homes.
La renda mediana per habitatge era de 29.297 $ i la renda mediana per família de 30.859 $. Els homes tenien una renda mediana de 25.347 $ mentre que les dones 16.597 $. La renda per capita de la població era de 12.247 $. Entorn del 15,6% de les famílies i el 17,8% de la població estaven per davall del llindar de pobresa.

## Poblacions més properes
El següent diagrama mostra les poblacions més properes.